# José Villalobos (político peruano)
Esteban Meza y Bustamante fue un político peruano. 
Fue elegido diputado suplente por la provincia de Canchis en 1901 durante los gobiernos de Eduardo López de Romaña, Manuel Candamo, Serapio Calderón y José Pardo y Barreda. Fue reelecto en 1907 hasta 1912 durante los gobiernos de José Pardo y Barreda y el primero de Augusto B. Leguía.